# Tegnekul
Tegnekul (også kulkridt) er trækul specielt beregnet til kunstneriske formål. Kullet fremstilles typisk af tynde pilekviste som tørdestilleres i specielle ilt-tætte ovne. Ved cirka 250 grader Celsius fordamper al væske og gasser fra træet. Tilbage er kun kul og en del tjære.  Godt tegnekul giver en jævn sværte og indeholder op til 95 % rent kul. 
Kultegning kræver et papir med en struktur, som kullet kan gnides af imod. Kullet fæster imidlertid ofte dårligt på papiret. For at kunne holde, er det derfor nødvendigt at give kultegninger en særlig beskyttelse. Dette kan gøres med et tyndt lag lak til at holde på kullet. Denne lak, gerne kaldt fiksativ, kan for eksempel bestå af harpiks opløst i ætanol (sprit). Dette sprøjtes med en fiksersprøjte over tegningens forside, eller alternativt mod bagsiden, hvorved fiksativet suges ind i i det mere eller mindre porøse papir og klistrer kulkornene fast nedefra.
Tegnekul udvikledes blandt kunstnere, som begyndte gøre pennelignende skitser med kullet og anvendte det til hele kunstværker. Picasso er blandt dem som anvendte tegnekul i sine billeder.
Naturligt tegnekul er blødt i konsistensen og dækker med sorte og grå toner.

## Galleri
- Bundter med fusain-kridt.
(Fransk fusain betyder både tegnekul og kultegning.)
- Trækulspind af pil.
Til sammenligning en blyant i hårdhedsgrad HB.
- Til venstre 2 kulpenne i papirkapper til afrivning efterhånden som pennen bliver slidt.
Til højre kulpenne i træ.
- Kulpen